# باشگاه فوتسال هیئت فوتبال گیلان
باشگاه فوتسال هیئت گیلان یکی از باشگاه‌های فعال فوتسال در کشور ایران است.

## فصل ۸۶–۸۵
این تیم در فصل ۸۶–۸۵ به عنوان چهاردهمی این مسابقات دست پیدا کرد. این مسابقات با شرکت ۱۴ تیم برگزار گردید؛ که در انتها تیم فوتسال شن‌سا ساوه به مقام قهرمانی رسید.
این تیم از ۲۶ بازی خود صاحب ۳ برد و ۲۳ باخت شد.